# Манерхејмова линија
Манерхејмова линија је појас утврђења које су Финци изградили између Првог и Другог свјетског рата на Карелијској превлаци између Којвишта (Koivisto, рус. Приморск, Фински залив) и Тајпалеа (Taipale, Језеро Ладога). Улога линије је била одбрана од напада СССР.
Име је добила по маршалу Карлу Манерхејму, по чијој препоруци је саграђена, почевши од 1929. Радови су интензивно извођени тек од августа 1939, и нису завршени до почетка совјетско-финског рата.
Линија се протезала на 25—80 km од совјетске границе, по ширини око 142 km, а по дубини 40 km. Састојала се из 3 главна одбрамбена појаса.